# The Avett Brothers
The Avett Brothers («рус. Братья Эйвитт») — американская фолк-рок-группа из Северной Каролины. Сет Эйвитт играет (англ. Seth Avett) на гитаре и его брат Скотт Эйвитт (англ. Scott Avett) играет на банджо. Они также играют на фортепиано. На контрабасе играет Боб Кроуфорд (англ. Bob Crawford). Всe трое поют. На концертах часто на виолончели с ними играет Джо Квон (англ. Joe Kwon). Обычно Сет и Скотт пишут песни группы вместе, но иногда они пишут отдельно.
Когда они были молодыми, Сет и Скотт слушали Боба Дилана, Нила Янга, и Кросби, Стилз и Нэш. Эти музыканты влияли на их музыку, какая сочетает блюграсс, кантри, панк, фолк и рок-н-ролл.
До того, как они создали собственную группу, Сет и Скотт выступали с панк-группой «Nemo» в 2000 г. Конкорд, Северная Каролина. В 2001 они начинали играть акустическую музыку без группы. Этот проект им понравился больше, чем «Nemo», и эта группа распалась. К братьям присоединился Боб Кроуфорд, и они назвали новую группу «The Avett Brothers».
Они начали писать и исполнять первые песни. Сначала у них были поклонники в Северной Каролине. Они создали мини-альбом, «The Avett Brothers» в 2001 году, а потом записали альбом «Country Was» в 2002 году. Они поехали в гастроли на концерт летом 2002 года, и у них стало больше поклонников. В 2003 они создали другой альбом, «Carolina Jubilee». В следующие годы, они записали три альбома на их лейбле «Ramseur Records»: «Mignonette» в 2004 году, «Four Thieves Gone» в 2006 году и «Emotionalism» в 2007 году. Они также записали три концертных альбома: «Live at the Double Door In», «Live, Vol 2», и «Live, Volume 3».
Их альбом «Emotionalism» получил много внимания, дебютировав на первой позиции в чарте журнала Billboard в номинации «Top Heatseekers», и дойдя до сто тридцать четвертого места в чарте «Billboard 200» и до тринадцатого места в независимом музыкальном чарте. Они выиграли награду «Новый музыкант года» и «Новая группа года» Музыкальной ассоциации Американа («Americana Music Association») в 2007 году. В 2008 году перешла к лейблу «American Recordings» с продюсером Риком Рубинсом.
Первые альбом, который они записали с Риком Рубинсом был новый альбом группы «I and Love and You». В этом новом альбоме группа поет о обязательствах и завершённости. Альбом дошёл до шестнадцатой позиции на чарте «Billboard 200», седьмой среди рок-альбомов и первой среди фолк-альбомов.